# Kaeri-eoreul kkeuneun yeoja
Kaeri-eoreul kkeuneun yeoja (캐리어를 끄는 여자?, lett. "La donna che trasporta una valigia"; titolo internazionale Woman with a Suitcase) è una serie televisiva sudcoreana trasmessa su MBC dal 26 settembre al 15 novembre 2016. Narra la storia di Cha Geum-joo, che, da direttrice caduta in disgrazia di uno studio legale, diventa un grande avvocato.

## Personaggi
- Cha Geum-joo, interpretata da Choi Ji-woo
- Ham Bok-geo, interpretato da Joo Jin-mo
- Park Hye-joo, interpretata da Jeon Hye-bin
- Ma Seok-woo, interpretato da Lee Joon

### Personaggi secondari
- Goo Ji-hyun, interpretata da Jin Kyung
- Capo Hwang, interpretato da Kim Byung-choon
- Oh An-na, interpretata da Bae Noo-ri
- Go Goo-tae, interpretato da Choi Dae-sung
- Baek Jin-seo, interpretata da Ji Yi-soo
- Choi Hoon-suk, interpretato da Choi Tae-hwan
- Lee Dong-soo, interpretato da Jang Hyun-sung
- Signor Kang, interpretato da Park Byung-eun
- Seo Ji-ah, interpretata da Kim Min-ji
- Lee Sang-yup, interpretato da Kim Young-pil
- Na Mi-sun, interpretata da Im Ji-hyun
- Signora Choi, interpretata da Jung Yoo-jin
- Oh Kyung-hwan, interpretato da Choi Won-hong
- Jo Ye-ryung, interpretata da Yoon Ji-min
- Han Ji-won, interpretata da Oh Yeon-ah
- Procuratore Choi, interpretato da Min Sung-wook

## Ascolti
| Episodio | Titolo                                                                          | Data di trasmissione | Dati TNMS           | Dati TNMS                  | Dati AGB            | Dati AGB                   |
| Episodio | Titolo                                                                          | Data di trasmissione | A livello nazionale | Area metropolitana di Seul | A livello nazionale | Area metropolitana di Seul |
| -------- | ------------------------------------------------------------------------------- | -------------------- | ------------------- | -------------------------- | ------------------- | -------------------------- |
| 1        | "La donna che trasporta una borsa Regina Monaco" (모나코 왕비의 가방을 든 여자) | 26 settembre 2016    | 6,9%                | 6,8%                       | 6,9%                | 7,9%                       |
| 2        | "Sono arrivato a interpretare il cattivo ragazzo" (나는 나쁜 놈을 맡았다)       | 27 settembre 2016    | 7,2%                | 7,7%                       | 8,4%                | 9,7%                       |
| 3        | "Essere il subordinato di qualcuno" (누군가에게 종속된다는 것)                  | 3 ottobre 2016       | 7,0%                | 7,5%                       | 7,9%                | 8,8%                       |
| 4        | "La donna delle dicerie" (소문의 여자)                                          | 4 ottobre 2016       | 7,6%                | 7,9%                       | 8,6%                | 9,0%                       |
| 5        | "Provare il fatto che gli piaci" (좋아한다는 주장의 압증)                       | 10 ottobre 2016      | 7,1%                | 7,4%                       | 8,2%                | 8,5%                       |
| 6        | "Siamo tutte Madonna" (우리 모두 마돈나)                                        | 11 ottobre 2016      | 8,0%                | 9,0%                       | 9,6%                | 10,7%                      |
| 7        | "Esattamente un segreto" (딱 하나의 비밀)                                       | 17 ottobre 2016      | 7,1%                | 7,6%                       | 8,2%                | 9,5%                       |
| 8        | "Buone ragioni per essere vivi" (살아 있어서 좋은 이유)                         | 18 ottobre 2016      | 7,0%                | 7,2%                       | 7,9%                | 9,3%                       |
| 9        | "Pretendo un nuovo processo per la mia vita" (내 인생의 재심을 청구합니다)      | 24 ottobre 2016      | 6,7%                | 7,3%                       | 8,3%                | 9,7%                       |
| 10       | "La donna ammanettata" (수갑을 찬 여자)                                         | 31 ottobre 2016      | 6,4%                | 6,4%                       | 7,1%                | 8,0%                       |
| 11       | "Immagina, gli occhi dell'imputato" (상상해봐요, 피고인의 눈빛을)               | 1 novembre 2016      | 6,4%                | 6,6%                       | 8,1%                | 8,6%                       |
| 12       | "Aver raggiunto il fondo…" (밑바닥에 서 봤다는 건..)                            | 7 novembre 2016      | 7,4%                | 7,7%                       | 8,2%                | 9,2%                       |
| 13       | "Mettere davanti a tutto il bene dell'imputato" (피고인의 이익을 우선으로)      | 8 novembre 2016      | 8,0%                | 9,2%                       | 9,1%                | 9,9%                       |
| 14       | "Quando gli amanti si uniscono…" (못난이들이 합치면,,)                          | 14 novembre 2016     | 7,4%                | 8,1%                       | 8,9%                | 10,1%                      |
| 15       | "Gli occhi di Dio…" (신의 눈,,)                                                 | 15 novembre 2016     | 8,2%                | 8,0%                       | 8,9%                | 9,8%                       |
| 16       | "Non arrendersi" (포기하지 않는다는 것)                                         | 15 novembre 2016     | 7,4%                | 8,1%                       | 10,0%               | 11,3%                      |
| Media    | Media                                                                           | Media                | %                   | %                          | %                   | %                          |

## Colonna sonora
1. Small Comma (작은 쉼표) – Alex (Clazziquai)
2. If You Can Come (와준다면) – 10cm
3. Closer (다가갈수록) – EZ (Ggot Jam Project)
4. Shining Bright" (밝아졌죠) – Baek Ga-young
5. Time Leading to Us (우리 시간 속에 이어지기를)	 – ESBEE
6. A Doll's Dream (인형의 꿈) – Lee Tae-il (Block B)

## Riconoscimenti
| Anno | Premio           | Categoria                                                | Ricevente      | Risultato   |
| ---- | ---------------- | -------------------------------------------------------- | -------------- | ----------- |
| 2016 | MBC Drama Awards | Top Excellence Award, Actor in a Special Project Drama   | Joo Jin-mo     | Candidato/a |
| 2016 | MBC Drama Awards | Top Excellence Award, Actress in a Special Project Drama | Choi Ji-woo    | Candidato/a |
| 2016 | MBC Drama Awards | Excellence Award, Actor in a Special Project Drama       | Lee Joon       | Candidato/a |
| 2016 | MBC Drama Awards | Excellence Award, Actress in a Special Project Drama     | Jeon Hye-bin   | Candidato/a |
| 2016 | MBC Drama Awards | Golden Acting Award, Actor in a Special Project Drama    | Jang Hyun-sung | Candidato/a |
| 2016 | MBC Drama Awards | Golden Acting Award, Actress in a Special Project Drama  | Jin Kyung      | Candidato/a |